# Mika Nakashima

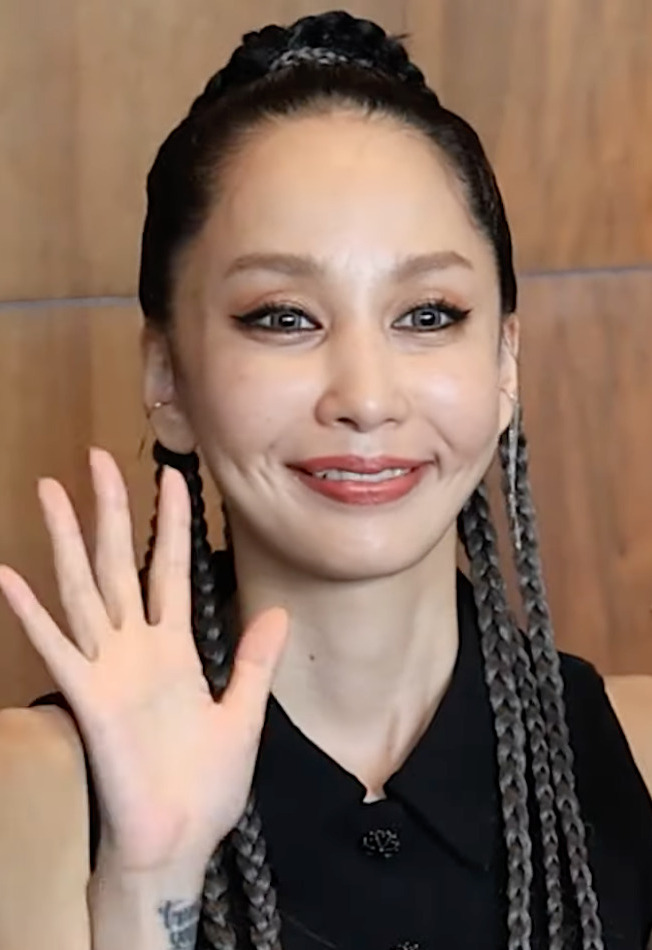
Mika Nakashima, 2023

Mika Nakashima (japanisch 中島 美嘉 Nakashima Mika; * 19. Februar 1983 in der Präfektur Kagoshima) ist eine japanische Sängerin, Model und Schauspielerin und erlangte mit Gastauftritten bei Towa Tei und anderen namhaften Musikern erstmals Bekanntheit. Ihre Musik ist eine Mischung von modernem Pop und älterer Discomusik.

## Karriere
Mika Nakashimas erstes Studioalbum True, dass im August 2002 veröffentlicht wurde, erreichte Platz 1 der Oricon-Charts. Innerhalb von drei Wochen verzeichnete das Album über eine Million verkaufte Einheiten.
2005 spielte Nakashima in der Verfilmung Nana die Hauptrolle der gleichnamigen Figur. Nachdem diese Realverfilmung eines Manga von Ai Yazawa aus dem Jahr 2005 ein riesiger Erfolg wurde (Platz 5 der Jahresrangliste), spielte sie auch in der im darauf folgenden Jahr produzierten Fortsetzung die Hauptrolle. Des Weiteren steuerte sie mit Glamorous Sky und Hitoiro auch zwei sehr erfolgreiche Songs zu den Soundtracks der Filme bei. Besonders die Single Glamorous Sky wurde ein kommerzieller Erfolg. Diese schaffte es sogar auf Platz 10 der 100 bestverkauften Singles des Jahres 2005. Sie sang das Intro des Anime Darling in the Franxx
Im Film Resident Evil: Afterlife ist Nakashima in einer Nebenrolle während der Opening Scene zu sehen. Sie verkörpert einen Zombie, die einen Zivilisten tötet.

## Diskografie

### Alben
| Jahr | Titel                                                                                    | Höchstplatzierung, Gesamtwochen, AuszeichnungChartsChartplatzierungen (Jahr, Titel, Platzierungen, Wochen, Auszeichnungen, Anmerkungen) | Anmerkungen                                                                                      |
| Jahr | Titel                                                                                    | JP | Anmerkungen                                                                                      |
| ---- | ---------------------------------------------------------------------------------------- | --- | ------------------------------------------------------------------------------------------------ |
| 2002 | True                                                                                     | JP1 ×3Dreifachplatin · (78 Wo.)JP | Erstveröffentlichung: 28. August 2002 Verkäufe JP: + 1.173.534                                   |
| 2002 | Resistance                                                                               | JP1 Gold · (6 Wo.)JP | Erstveröffentlichung: 7. November 2002 Verkäufe JP: + 199.965; limitiert auf 200.000 Einheiten   |
| 2003 | Love                                                                                     | JP1 Diamant · (101 Wo.)JP | Erstveröffentlichung: 6. November 2003 Verkäufe JP: + 1.447.681                                  |
| 2004 | Oborozukiyo: Inori (朧月夜～祈り)                                                        | JP3 Gold · (5 Wo.)JP | Erstveröffentlichung: 15. September 2004 Verkäufe JP: + 110.892                                  |
| 2005 | Music                                                                                    | JP1 ×2Doppelplatin · (31 Wo.)JP | Erstveröffentlichung: 9. März 2005 Verkäufe JP: + 547.148                                        |
| 2005 | Best                                                                                     | JP1 Diamant · (141 Wo.)JP | Erstveröffentlichung: 7. Dezember 2005 Verkäufe JP: + 1.200.810                                  |
| 2006 | The End                                                                                  | JP2 Platin · (14 Wo.)JP | Erstveröffentlichung: 13. Dezember 2006 Verkäufe JP: + 181.571; als Nana starring Mika Nakashima |
| 2007 | Yes                                                                                      | JP3 Platin · (16 Wo.)JP | Erstveröffentlichung: 14. März 2007 Verkäufe JP: + 296.175                                       |
| 2008 | Voice                                                                                    | JP1 Platin · (27 Wo.)JP | Erstveröffentlichung: 26. November 2008 Verkäufe JP: + 342.988                                   |
| 2009 | No More Rules.                                                                           | JP5 (6 Wo.)JP | Erstveröffentlichung: 4. März 2009 Verkäufe JP: + 55.918; limitiert auf rund 50.000 Einheiten    |
| 2010 | Star                                                                                     | JP3 Gold · (22 Wo.)JP | Erstveröffentlichung: 27. Oktober 2010 Verkäufe JP: + 180.066                                    |
| 2013 | Real                                                                                     | JP1 Gold · (16 Wo.)JP | Erstveröffentlichung: 30. Januar 2013 Verkäufe JP: + 89.295                                      |
| 2014 | Zutto Suki Datta: All My Covers (ずっと好きだった ~ALL MY COVERS~)                       | JP7 (10 Wo.)JP | Erstveröffentlichung: 12. März 2014 Verkäufe JP: + 26.462                                        |
| 2014 | Dears                                                                                    | JP5 (16 Wo.)JP | Erstveröffentlichung: 5. November 2014 Verkäufe JP: + 59.355                                     |
| 2014 | Tears                                                                                    | JP4 Gold · (19 Wo.)JP | Erstveröffentlichung: 5. November 2014 Verkäufe JP: + 76.073                                     |
| 2015 | Relaxin’                                                                                 | JP18 (6 Wo.)JP | Erstveröffentlichung: 4. März 2015 Verkäufe JP: + 8.744                                          |
| 2016 | Official Bootleg Live at Shinjuku Loft                                                   | — | Erstveröffentlichung: 27. Januar 2016 Verkäufe JP: + 2.602                                       |
| 2016 | MTV Unplugged                                                                            | JP22 (4 Wo.)JP | Erstveröffentlichung: 30. März 2016 Verkäufe JP: + 3.932                                         |
| 2016 | Songbook Ama no Jaku (Songbook あまのじゃく)                                             | JP21 (2 Wo.)JP | Erstveröffentlichung: 5. Oktober 2016                                                            |
| 2017 | Tough                                                                                    | JP8 (9 Wo.)JP | Erstveröffentlichung: 22. März 2017 Verkäufe JP: + 17.926                                        |
| 2017 | Roots ～Piano & Voice～                                                                  | JP21 (4 Wo.)JP | Erstveröffentlichung: 9. August 2017                                                             |
| 2018 | Portrait: Piano & Voice                                                                  | JP29 (4 Wo.)JP | Erstveröffentlichung: 7. November 2018                                                           |
| 2019 | Yuki no Hana 15 Shuunen Kinen Best-ban Bible (Songbook 雪の華15周年記念ベスト盤く Bible) | JP6 (14 Wo.)JP | Erstveröffentlichung: 30. Januar 2019                                                            |
| 2020 | Joker                                                                                    | JP17 (7 Wo.)JP | Erstveröffentlichung: 7. Oktober 2020                                                            |
| 2020 | With                                                                                     | JP41 (3 Wo.)JP | Erstveröffentlichung: 2. Dezember 2020                                                           |
| 2021 | Message ～Piano & Voice～                                                                | JP45 (3 Wo.)JP | Erstveröffentlichung: 22. Dezember 2021                                                          |
| 2022 | I                                                                                        | JP6 (9 Wo.)JP | Erstveröffentlichung: 4. Mai 2022                                                                |

### Singles
| Jahr | Titel Album                                                   | Höchstplatzierung, Gesamtwochen, AuszeichnungChartsChartplatzierungen (Jahr, Titel, Album, Platzierungen, Wochen, Auszeichnungen, Anmerkungen) | Anmerkungen |
| Jahr | Titel Album                                                   | JP | Anmerkungen |
| ---- | ------------------------------------------------------------- | --- | --- |
| 2001 | Stars True                                                    | JP3 Platin + Gold (Digital) · (15 Wo.)JP | Erstveröffentlichung: 7. November 2001 Verkäufe JP: + 469.180                                                                                 |
| 2002 | Crescent Moon True                                            | JP4 (2 Wo.)JP | Erstveröffentlichung: 6. Februar 2002 Verkäufe JP: + 98.570                                                                                   |
| 2002 | One Survive True                                              | JP8 (7 Wo.)JP | Erstveröffentlichung: 6. März 2002 Verkäufe JP: + 86.600                                                                                      |
| 2002 | Helpless Rain True                                            | JP8 (6 Wo.)JP | Erstveröffentlichung: 15. Mai 2002 Verkäufe JP: + 82.830                                                                                      |
| 2002 | Will True                                                     | JP3 Gold + Gold (Digital) · (14 Wo.)JP | Erstveröffentlichung: 7. August 2002 Verkäufe JP: + 144.771                                                                                   |
| 2003 | Ai Shiteru (愛してる) Love                                    | JP4 Gold · (12 Wo.)JP | Erstveröffentlichung: 29. Januar 2003 Verkäufe JP: + 104.680                                                                                  |
| 2003 | Love Addict Love                                              | JP5 Gold · (10 Wo.)JP | Erstveröffentlichung: 9. April 2003 Verkäufe JP: + 68.943                                                                                     |
| 2003 | Seppun (接吻) Love                                            | JP4 (4 Wo.)JP | Erstveröffentlichung: 25. Juni 2003 Verkäufe JP: + 38.429                                                                                     |
| 2003 | Find the Way Love                                             | JP4 Gold (Digital) · (13 Wo.)JP | Erstveröffentlichung: 6. August 2003 Verkäufe JP: + 124.489                                                                                   |
| 2003 | Yuki no Hana (雪の華) Love                                    | JP3 Platin + Diamant (Digital) · (28 Wo.)JP | Erstveröffentlichung: 1. Oktober 2003 · Verkäufe JP: + 248.167 · + JP: Diamant (Klingelton), + JP: Gold (Streaming)                           |
| 2004 | Seven Music                                                   | JP3 Gold · (7 Wo.)JP | Erstveröffentlichung: 7. April 2004 Verkäufe JP: + 53.207                                                                                     |
| 2004 | Hi no Tori (火の鳥) Music                                     | JP9 Gold · (8 Wo.)JP | Erstveröffentlichung: 2. Juni 2004 Verkäufe JP: + 40.115                                                                                      |
| 2004 | Legend Music                                                  | JP5 Gold · (12 Wo.)JP | Erstveröffentlichung: 20. Oktober 2004 Verkäufe JP: + 67.527                                                                                  |
| 2005 | Sakurairo Mau Koro (桜色舞うころ) Music                       | JP5 Gold + Platin (Digital) · (14 Wo.)JP | Erstveröffentlichung: 2. Februar 2005 · Verkäufe JP: + 105.631 · + JP: ×2Doppelplatin (Klingelton)                                            |
| 2005 | Hitori (ひとり) Music                                         | JP15 (6 Wo.)JP | Erstveröffentlichung: 25. Mai 2005 Verkäufe JP: + 26.275                                                                                      |
| 2005 | Glamorous Sky Best                                            | JP1 ×3Dreifachplatin + Dreifachplatin (Digital) · (28 Wo.)JP                                                                                   | Erstveröffentlichung: 31. August 2005 · Verkäufe JP: + 444.067; als Nana starring Mika Nakashima · + JP: Diamant (Klingelton)                 |
| 2006 | Cry No More Yes                                               | JP8 Gold · (8 Wo.)JP | Erstveröffentlichung: 22. Februar 2006 Verkäufe JP: + 45.858                                                                                  |
| 2006 | All Hands Together Yes                                        | JP8 (6 Wo.)JP | Erstveröffentlichung: 7. Juni 2006 Verkäufe JP: + 35.343                                                                                      |
| 2006 | My Suger Cat Yes                                              | JP14 (5 Wo.)JP | Erstveröffentlichung: 26. Juli 2006 Verkäufe JP: + 19.120                                                                                     |
| 2006 | Hitoiro (一色) The End                                        | JP5 Gold + Platin (Mobile Downloads) · (12 Wo.)JP                                                                                              | Erstveröffentlichung: 29. November 2006 · Verkäufe JP: + 100.543; als Nana starring Mika Nakashima · + JP: ×2Doppelplatin (Klingelton)        |
| 2007 | Mienai Hoshi (見えない星) Yes                                 | JP4 Gold + Platin (Mobile Downloads) · (8 Wo.)JP                                                                                               | Erstveröffentlichung: 21. Februar 2007 Verkäufe JP: + 60.985                                                                                  |
| 2007 | Sunao na Mama (素直なまま) Yes                                | JP18 Gold (Mobile Downloads) · (5 Wo.)JP | Erstveröffentlichung: 14. März 2007 Verkäufe JP: + 14.392                                                                                     |
| 2007 | Life Voice                                                    | JP3 ×3Gold + Dreifachplatin (Digital) · (21 Wo.)JP                                                                                             | Erstveröffentlichung: 22. August 2007 · Verkäufe JP: + 138.987 · + JP: ×3Dreifachplatin (Klingelton) , + JP: Gold (Mobile Downloads – Ballad) |
| 2007 | Eien no Uta (永遠の詩) Voice                                  | JP5 (7 Wo.)JP | Erstveröffentlichung: 3. Oktober 2007 Verkäufe JP: + 24.146                                                                                   |
| 2008 | Sakura: Hanagasumi Nagareboshi (Sakura~花霞~) Voice           | JP12 (6 Wo.)JP | Erstveröffentlichung: 12. März 2008 Verkäufe JP: + 24.297                                                                                     |
| 2008 | I Don’t Know Voice                                            | JP11 (5 Wo.)JP | Erstveröffentlichung: 23. Juli 2008 Verkäufe JP: + 23.799; als Mica 3 Chu                                                                     |
| 2008 | Orion Voice                                                   | JP6 Gold + Diamant (Digital) · (12 Wo.)JP | Erstveröffentlichung: 12. November 2008 · Verkäufe JP: + 63.218 · + JP: ×3Dreifachplatin (Klingelton)                                         |
| 2009 | Over Load Star                                                | JP8 Gold (Mobile Downloads) · (7 Wo.)JP | Erstveröffentlichung: 13. Mai 2009 Verkäufe JP: + 26.282                                                                                      |
| 2009 | Candy Girl Star                                               | JP4 (6 Wo.)JP | Erstveröffentlichung: 30. September 2009 Verkäufe JP: + 26.379                                                                                |
| 2009 | Nagareboshi (流れ星) Star                                     | JP10 Gold (Mobile Downloads) · (12 Wo.)JP | Erstveröffentlichung: 4. November 2009 Verkäufe JP: + 18.207                                                                                  |
| 2010 | Always Star                                                   | JP3 Platin (Mobile Downloads) · (11 Wo.)JP | Erstveröffentlichung: 20. Januar 2010 Verkäufe JP: + 44.389                                                                                   |
| 2010 | Ichiban Kirei na Watashi wo (一番綺麗な私を) Star             | JP10 Platin (Mobile Downloads) · (13 Wo.)JP | Erstveröffentlichung: 25. August 2010 Verkäufe JP: + 38.413                                                                                   |
| 2011 | Dear Real                                                     | JP8 Platin (Mobile Downloads) · (8 Wo.)JP | Erstveröffentlichung: 27. April 2011 Verkäufe JP: + 27.023                                                                                    |
| 2011 | Love Is Ecstasy Real                                          | JP9 Gold (Digital) · (7 Wo.)JP | Erstveröffentlichung: 14. September 2011 Verkäufe JP: + 15.029                                                                                |
| 2012 | Ashita Sekai ga Owaru Nara (明日世界が終わるなら) Real        | JP9 Gold (Digital) · (8 Wo.)JP | Erstveröffentlichung: 19. September 2012 Verkäufe JP: + 16.714                                                                                |
| 2012 | Hatsukoi (初恋) Real                                          | JP14 (9 Wo.)JP | Erstveröffentlichung: 5. Dezember 2012 Verkäufe JP: + 12.126                                                                                  |
| 2013 | Ai Kotoba (愛詞) Tough                                        | JP17 (7 Wo.)JP | Erstveröffentlichung: 22. Mai 2013 Verkäufe JP: + 15.057                                                                                      |
| 2013 | Boku ga Shinou to Omotta no Wa (僕が死のうと思ったのは) Tough | JP17 (7 Wo.)JP | Erstveröffentlichung: 28. August 2013 Verkäufe JP: + 10.036                                                                                   |
| 2015 | Hanataba (花束) Tough                                         | JP30 (10 Wo.)JP | Erstveröffentlichung: 28. Oktober 2015 Verkäufe JP: + 9.643                                                                                   |
| 2016 | Forget Me Not Tough                                           | JP33 (3 Wo.)JP | Erstveröffentlichung: 2. November 2016 Verkäufe JP: + 4.159                                                                                   |
| 2017 | Koi wo Suru (恋をする) Tough                                  | JP43 (3 Wo.)JP | Erstveröffentlichung: 22. Februar 2017 |
| 2017 | A or B Joker                                                  | JP38 (2 Wo.)JP | Erstveröffentlichung: 25. Oktober 2017 |
| 2018 | Kiss of Death Joker                                           | JP17 (16 Wo.)JP | Erstveröffentlichung: 7. März 2018 |
| 2020 | イノサン Rouge With                                           | JP43 (2 Wo.)JP | Erstveröffentlichung: 22. Januar 2020 |
| 2021 | Symphonia / 知りたいこと、知りたくないこと With               | JP28 (4 Wo.)JP | Erstveröffentlichung: 27. Oktober 2021 |
| 2022 | Wish –                                                        | JP23 (3 Wo.)JP | Erstveröffentlichung: 2. November 2022 |

Weitere Singles
- 2002: Resistance (JP: Gold (Mobile Downloads))

## Auszeichnungen für Musikverkäufe
Anmerkung: Auszeichnungen in Ländern aus den Charttabellen bzw. Chartboxen sind in ebendiesen zu finden.
| Land/RegionAuszeichnungen für Musikverkäufe (Land/Region, Auszeichnungen, Verkäufe, Quellen) | Gold       | Platin       | Diamant     | Verkäufe   | Quellen            |
| -------------------------------------------------------------------------------------------- | ---------- | ------------ | ----------- | ---------- | ------------------ |
| Japan (RIAJ)                                                                                 | 28× Gold28 | 35× Platin35 | 6× Diamant6 | 18.450.000 | riaj.or.jp JP2 JP3 |
| Insgesamt                                                                                    | 28× Gold28 | 35× Platin35 | 6× Diamant6 |            |                    |